# DARKSIDE MIRRORS
DARKSIDE MIRRORS（ダークサイド・ミラーズ）は日本のロックバンド。1999年から2018年まで活動した。現在は活動休止中。

## 略歴
ホラー映画、特にザ・ストゥージズと、デイヴィッド・リンチに傾倒している「LUCY MIRROR」こと鮎川知慧子と「JUNK THE RIPPER」こと鮎川純子の姉妹が中心となり、ホラー好きの趣味仲間であるNEROとともに1999年にバンドを結成。その後、死神ジョーが参加し4人体制となる。
B級ホラー的な音楽をベースにしたパンク・ロックバンドである。ホラーを中心にゴス、ガレージパンク、ニューウェイヴ、ノイズミュージック、アートなどといったジャンルの垣根を超えた独自の世界観を展開していた。
2007年、インディーズレーベル「アクマポップレコード」を設立。同年1月14日、1stアルバム『STAY EVIL!!』をリリース。
アメリカ合衆国の雑誌「NYLON」では「次世代の東京パンクロックバンド」として紹介され、ドイツでは映画祭のライブの出演オファー、イタリアでは雑誌で漫画のモデル、その他にフランスや横田基地でのライブ出演など世界的に評価された。
2018年以降、活動休止している。

## メンバー
LUCY MIRROR（ルーシー・ミラー）
ボーカル、ギター担当。JUNK THE RIPPERの実妹。本名：鮎川知慧子。1983年6月21日生まれ双子座。鮎川誠・シーナ夫妻（シーナ&ザ・ロケッツ）の末娘。2015年からは（シーナ&ザ・ロケッツ）の二代目ボーカルとして正式に活動。
ドアーズ、NICO、ジェファーソン・エアプレインのボーカルスタイルに影響され16歳からDARKSIDE MIRRORSのボーカル＆ギターとして音楽活動を始めた。
DARKSIDE MIRRORSの活動の他に、“FOX PiLL”、“ルーシー&THE ラビリンス”というユニットで活動。2009年からシーナ&ザ・ロケッツのライブにもゲスト参加するようになり、2015年からはメインボーカルを務める。また2023年に父・鮎川誠が他界した後の追悼音楽葬を主催した。現在もシーナ&ザ・ロケッツのメイン・ボーカルを務める。
JUNK THE RIPPER（ジャンク・ザ・リッパー）
リーダー兼ドラム担当。LUCY MIRRORの実姉。本名：鮎川純子。 少年ジャンプ誌のコミックス編集者、コピーライター・広告デザイナーを経て、音楽出版社の編集業と並行して23歳からDARKSIDE MIRRORSのドラマーとして音楽活動を行う。また自ら主演・監督したした短編ホラー映画がアムステルダムで上映される等、映像制作も行っている。好きな映画監督はフェリーニ、デヴィッド・リンチ、ハーシェル・ゴードン・ルイス。
2012年からは音楽出版社の編集長を退社し、自らシーナ&ザ・ロケッツのマネージャー兼アート・ディレクターに就任した。
姉・鮎川陽子とは二卵性の双子。1976年10月8日生まれ天秤座。
NERO（ネロ）
ギター、ノイズ、ボーカル担当。
MOMOYO（モモヨ）
ギター、ノイズ担当。※ LIZARDのMOMOYOがゲスト・ギタリストで一時加入した。
DEATH JOE（死神ジョー）
ベース、コーラス担当。

## ディスコグラフィー
アルバム
- STAY EVIL!!（2007年1月14日、アクマポップレコード）
- HELP ME!! / HELL HETERO Ultra Rare Trax Vol.1（2018年7月1日、アクマポップレコード）

DVD
- LUCY Birthday 記念LIVE DVD『DARKSIDE MIRRORS-EARLY MIRRORS Rare Live-』（2018年6月21日、アクマポップレコード）※限定品